# Aleksander Findziński

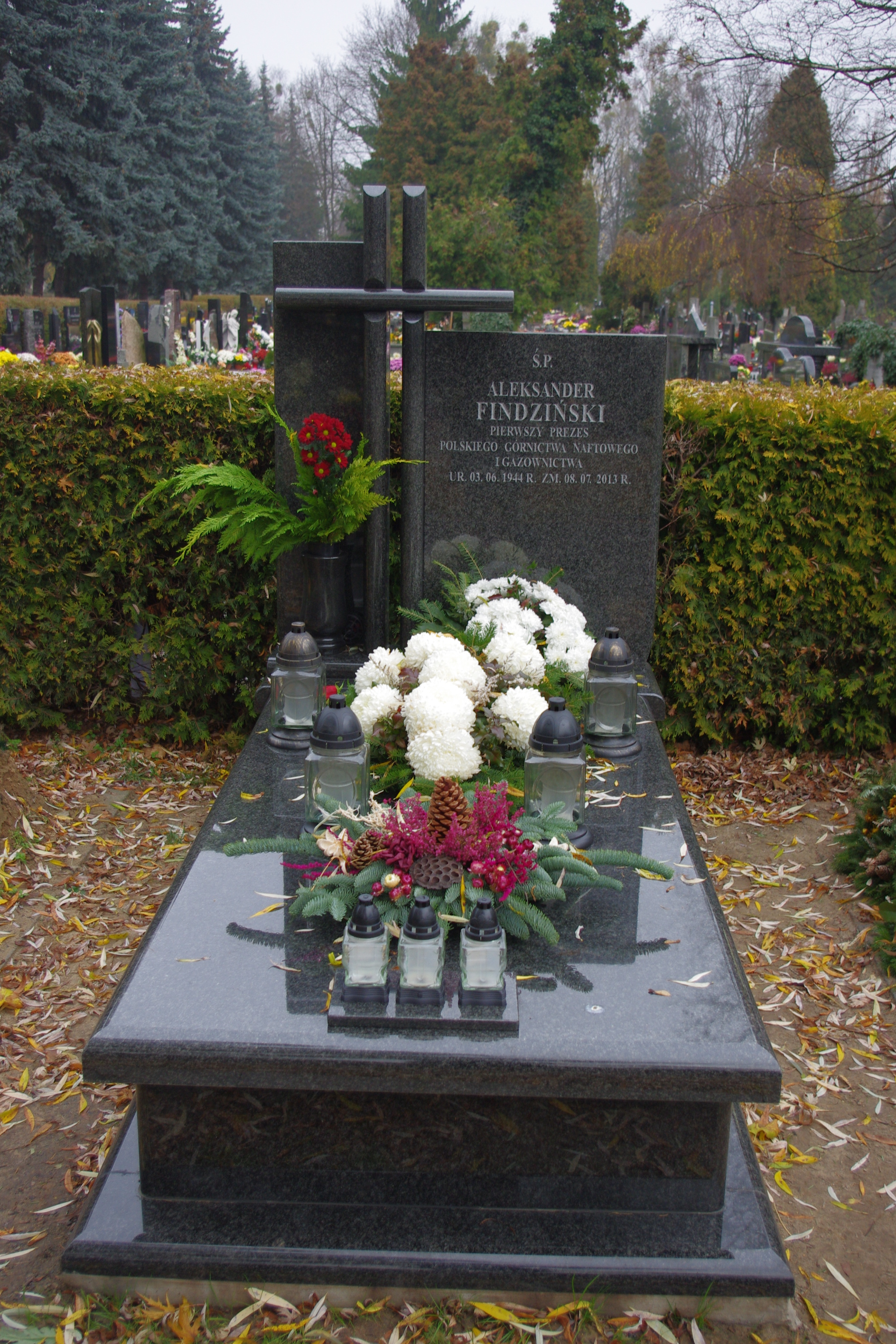
Grób specjalisty w zakresie gazownictwa Aleksandra Findzińskiego na Cmentarzu Wojskowym na Powązkach w Warszawie

Aleksander Findziński (ur. 3 czerwca 1944, zm. 8 lipca 2013) – polski specjalista w zakresie gazownictwa, pierwszy prezes Polskiego Górnictwa Naftowego i Gazownictwa SA (PGNiG), zastępca przewodniczącego rady nadzorczej EuRoPol GAZ S.A.
Jako student Wydziału Sanitarnego Politechniki Warszawskiej podjął pracę w Gazowni Warszawskiej. Po ukończeniu nauki został projektantem sieci Warszawskiego Okręgowego Zakładu Gazownictwa. Później został projektantem w biurze projektów gazowniczych, gdzie wykonał projekty gazyfikacji m.in. Mikołajek, Rynu, Węgorzewa, Ełku, Olecka. W 1974 awansował na stanowisko zastępcy dyrektora ds. technicznych Mazowieckiego Okręgowego Zakładu Gazownictwa. W 1975 roku został dyrektorem technicznym MOZG odpowiedzialnym m.in. za proces przestawienia Warszawy na gaz ziemny, który z powodzeniem został zakończony w 1978. Od 1984 roku Aleksander Findziński sprawował nadzór nad rozwojem gazownictwa w Polsce jako wicedyrektor Departamentu Geologii, Nafty i Gazu w Ministerstwie Górnictwa i Energetyki. Dwa lata później objął stanowisko najpierw zastępcy dyrektora naczelnego, a w 1992 dyrektora naczelnego. Po skomercjalizowaniu PGNiG i przekształceniu w Spółkę Skarbu Państwa w 1996, Aleksander Findziński został jej pierwszym prezesem.
Stanowisko dyrektora generalnego PGNiG piastował w latach 1992–1999. W okresie jego urzędowania doszło między innymi do zawarcia polsko-rosyjskiej umowy na budowę tranzytowego gazociągu jamalskiego i nawiązania spółki z Gazpromem oraz wynegocjowania umowy o podziale mocy przesyłowych w gazociągu jamalskim.
Był kawalerem Krzyża Kawalerskiego Orderu Odrodzenia Polski, Złotej Odznaki Honorowej „Za Zasługi dla Warszawy”, Srebrnego Krzyża Zasługi, Orderu Sztandaru Pracy, Medalu im. Ignacego Łukasiewicza, otrzymał tytuł Generalnego Dyrektora Górniczego I stopnia.
Za znaczący wkład w rozwój polskiego górnictwa naftowego i gazowego został w 2011 r., wyróżniony przez organizację Pracodawcy Rzeczypospolitej Polskiej nagrodą Wektory 2010.
Zmarł 8 lipca 2013 r. Został pochowany w Alei Zasłużonych na Wojskowych Powązkach w Warszawie (kwatera FIV-tuje-5).

## Wybrana bibliografia autorska
- Zagadnienia niezawodności działania urządzeń gazowniczych w województwie stołecznym warszawskim na tle istniejących trudności w zakresie ich konserwacji (Zakład Graficzny Politechniki Warszawskiej, 1979 – 84)